# Herzberg (Elster)
Herzberg is een gemeente in de Duitse deelstaat Brandenburg. Het is de Kreisstadt van het Landkreis Elbe-Elster. De stad telt 8.776 inwoners.

## Geografie

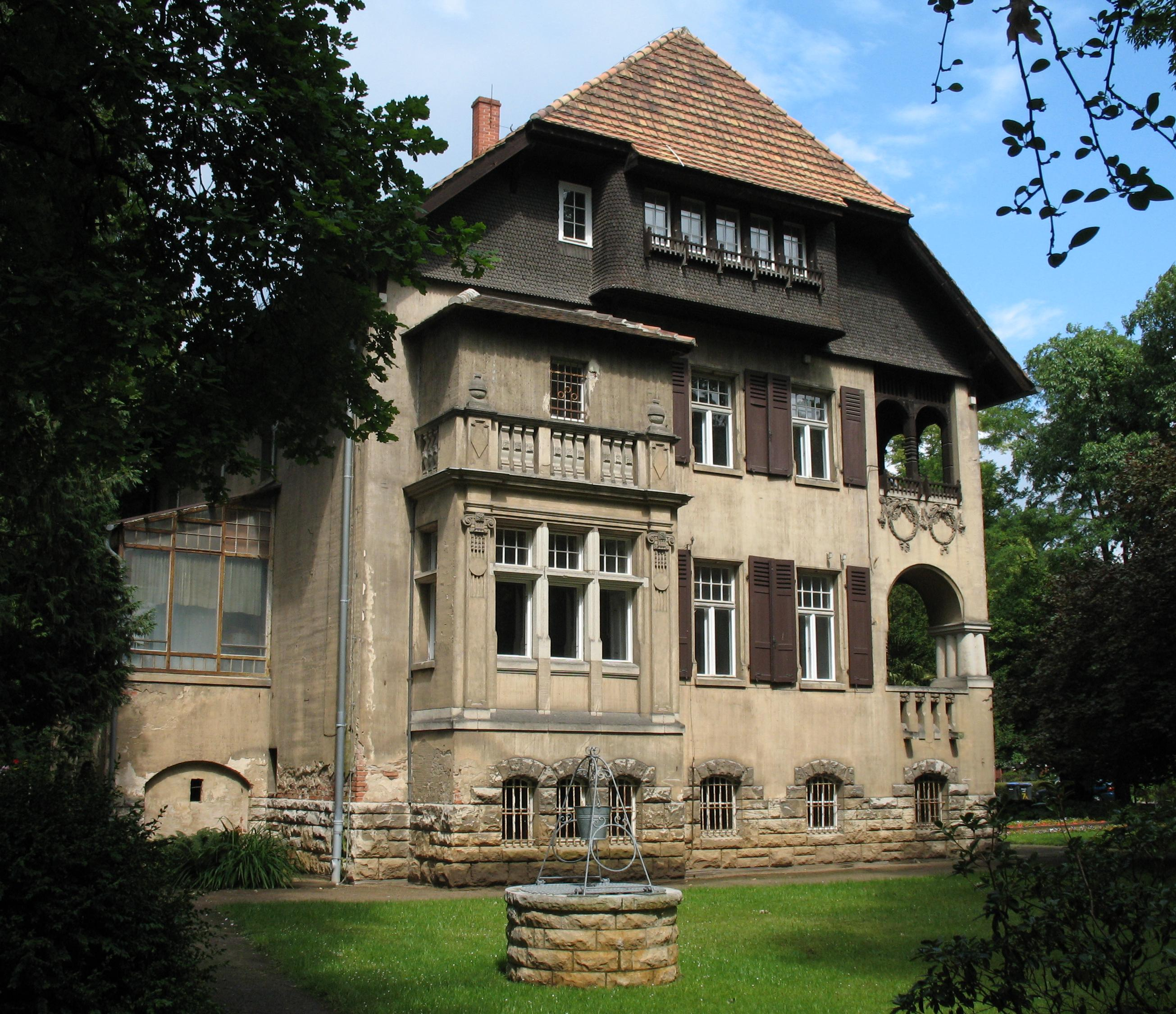
Villa Marx

Herzberg heeft een oppervlakte van 148,49 km² en ligt in het oosten van Duitsland.